# یواس‌اس میسیسیپی (اس‌اس‌ان-۷۸۲)
یواس‌اس میسیسیپی (اس‌اس‌ان-۷۸۲) (به انگلیسی: USS Mississippi (SSN-782)) یک زیردریایی است که طول آن 114.9 meters (377 feet) می‌باشد. این زیردریایی در سال ۲۰۱۱ ساخته شد.